# Wigmore (Herefordshire)
Wigmore – wieś w Anglii, w hrabstwie Herefordshire. Leży 31 km na północ od miasta Hereford i 209 km na północny zachód od Londynu. Miejscowość liczy 1626 mieszkańców.